# Ubaldo Arata

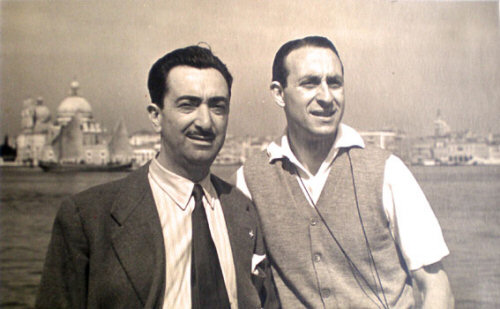

Ubaldo Arata (* 23. März 1895 in Ovada; † 7. Dezember 1947 in Rom) war ein italienischer Kameramann.

## Leben
Schon als Jugendlicher war Ubaldo Arata Kameraassistent beim Film. Mit 20 Jahren drehte er seinen ersten Film als Chefkameramann. Während des Zweiten Weltkriegs fotografierte er vor allem Opernverfilmungen und Dramen. Ganz im Gegensatz dazu stand seine Mitarbeit an Rom, offene Stadt, einem der bedeutendsten Filme des Neorealismus. Während der Dreharbeiten zu Graf Cagliostro verstarb Arata im Alter von 52 Jahren.

## Filmografie (Auswahl)
- 1925: Der Bastard
- 1929: Schienen (Rotaie)
- 1934: Eine Diva für alle (Una signora per tutti)
- 1935: Lorenzino de’ Medici
- 1937: Karthagos Fall (Scipione l’Africano)
- 1938: Zwischen Leben und Tod (Luciano Serra pilota)
- 1939: Die Nacht der Vergeltung (Angélica)
- 1942: Rigoletto (Il re se diverte)
- 1942: Tosca (La Tosca)
- 1942: Una signora dell’Ovest
- 1943: Carmen
- 1945: Rom, offene Stadt (Roma, città aperta)
- 1945: Zu neuem Leben (La vita ricomincia)
- 1949: Graf Cagliostro (Black Magic)